# رافائيل (ممثل)
رافائيل (بالإسبانية: Raphael)‏ هو مغني وممثل إسباني، ولد في 5 مايو 1943 في إسبانيا. من الجوائز التي نالها ميدالية الاستحقاق الذهبية في الفنون الجميلة (إسبانيا) سنة 2006.

## جوائز
- ميدالية الاستحقاق الذهبية في الفنون الجميلة (إسبانيا) (2006)

## وصلات خارجية
- رافائيل على موقع IMDb (الإنجليزية)
- رافائيل على موقع ميوزك برينز (الإنجليزية)
- رافائيل على موقع ديسكوغز (الإنجليزية)
- رافائيل على موقع قاعدة بيانات الفيلم (الإنجليزية)